# Улица Ушинского (Чернигов)
Улица Ушинского (укр. Вулиця Ушинського) — улица в Новозаводском районе города Чернигова, 4-я по длине улица города. Пролегает от улицы Ивана Мазепы в южном направлении к реке Десна до административной границы города.
Примыкает улица Загородная, Ильинская (село Жавинка).

## История
Изначально на месте современной улицы была дорога в село Жавинка. После Великой Отечественной войны часть города западнее ж/д линии Чернигов—Нежин начала застраиваться промышленными предприятиями (Химволокно, Камвольно-суконный комбинат). В 1960-е года улица застраивалась 5-этажными жилыми домами для работников Камвольно-суконного комбината. 
В 1964 году улица получила современное название — в честь русского педагога Константина Дмитриевича Ушинского.

## Застройка
Начало улицы (возле улицы Ивана Мазепы) парная сторона занята небольшим кварталом многоэтажной жилой застройкой (часть домов относится к улице Ивана Мазепы) и учреждениями обслуживания, непарная — не застроена (лесополоса вдоль ж/д линии) и гаражи. Парная и непарная стороны большой части улицы занята территорией промышленных (Камвольно-суконный комбинат), коммунальных (строительных, автотранспортных) предприятий, складов и баз, специальными территориями (нефтебаза). Конец улицы (после примыкания Ильинской улицы) — не застроен, территория (промзона) речного порта на Жавинском заливе. Далее улица переходит в дорогу, что идёт по Черниговскому району через садово-дачные участки.
Улица пролегает в южном направлении и в начале идёт параллельно ж/д линии Чернигов—Нежин. Южная часть улицы служит административной границей Черниговского горсовета и Черниговского района.
Учреждения:
1. дом № 8 — стадион «Чексил»
2. дом № 10 — Черниговский профессиональный лицей № 13
3. дом № 14 — «Пласт-Бокс Украина»[4]
4. дом № 23 — Черниговская ТЭЦ